# Metan ze złóż węgla
Metan ze złóż węgla, metan kopalniany – forma gazu ziemnego pochodzącego z pokładów węgla. Jest istotnym źródłem energii w Stanach Zjednoczonych, Kanadzie, Australii i innych krajach.
Metan ten jest nazywany „słodkim gazem” ze względu na brak siarkowodoru. Obecność tego gazu jest powszechnie znana ze względu na jego pojawianie się w podziemnym górnictwie węglowym, gdzie stanowi poważne zagrożenie dla bezpieczeństwa. Złoża metanu kopalnianego różnią się od typowych złóż w piaskowcu i innych złóż konwencjonalnych, ponieważ metan jest gromadzony w węglu w efekcie procesu zwanego adsorpcją. 
Z 250 mld m³ geologicznych zasobów tego gazu w Polsce, ok. 95 mld m³ to zasoby, które potencjalnie nadają się do eksploatacji.
Kompania Węglowa oraz japońska firma Chugoku Electric Power Co. zrealizowały projekt „Utylizacja metanu z kopalń i generowanie jednostek ERU” wykorzystania metanu ze złóż węgla do celów energetycznych, finansowany poprzez tworzenie jednostek redukcji emisji gazów cieplarnianych w ramach Protokołu z Kioto. W 2013 roku w kopalni „Brzeszcze” w Małopolsce (najbardziej metanowej polskiej kopalni) także powstała stacja odmetanowania.
W kopalni Mysłowice-Wesoła w 2013 roku rozpoczęto realizację projektu tzw. przedeksploatacyjnego odmetanowania pokładów węgla, przygotowanego przez śląski oddział Państwowego Instytutu Geologicznego, którego celem jest usunięcie metanu, zanim rozpocznie się eksploatacja złóż.